# جیمز آر. وب
جیمز آر. وب (انگلیسی: James R. Webb؛ ۴ اکتبر ۱۹۰۹ – ۲۸ سپتامبر ۱۹۷۴) یک فیلم‌نامه‌نویس اهل ایالات متحده آمریکا بود.

## مرگ
وب در گورستان ملی لس آنجلس به خاک سپرده شد. از او یک همسر، یک پسر و یک دختر به یادگار مانده است.

## برگزیده فیلم‌شناسی
- The Big Trees (1952)
- The Charge at Feather River (1953)
- آپاچی (فیلم) (۱۹۵۴)
- Vera Cruz (۱۹۵۴)
- Cape Fear (1962)
- چگونه غرب تسخیر شد (۱۹۶۳) – برنده جایزه اسکار بهترین فیلم‌نامه غیراقتباسی ۳۶ام
- پائیز قبیله شاین (۱۹۶۴)
- توپ‌های سان سباستین (۱۹۶۸)
- آلفرد بزرگ (فیلم) (۱۹۶۹)
- Sinful Davey (1969)
- They Call Me Mister Tibbs! (۱۹۷۰)